# Stazione di Mikuni (Osaka)
La stazione di Mikuni (三国駅?, Mikuni-eki) è una stazione delle Ferrovie Hankyū sulla linea Takarazuka, nella città giapponese di Osaka. La stazione è dotata di 2 binari sopraelevati con una piattaforma centrale a isola. Fermano solamente i treni locali.
Attorno alla stazione si è formato un attivo distretto che serve gli uffici circostanti. Vi sono diversi ristoranti e negozi, la maggior parte dei quali nel vicino shōtengai (classica via pedonale giapponese).